# دریاچه استادوالد

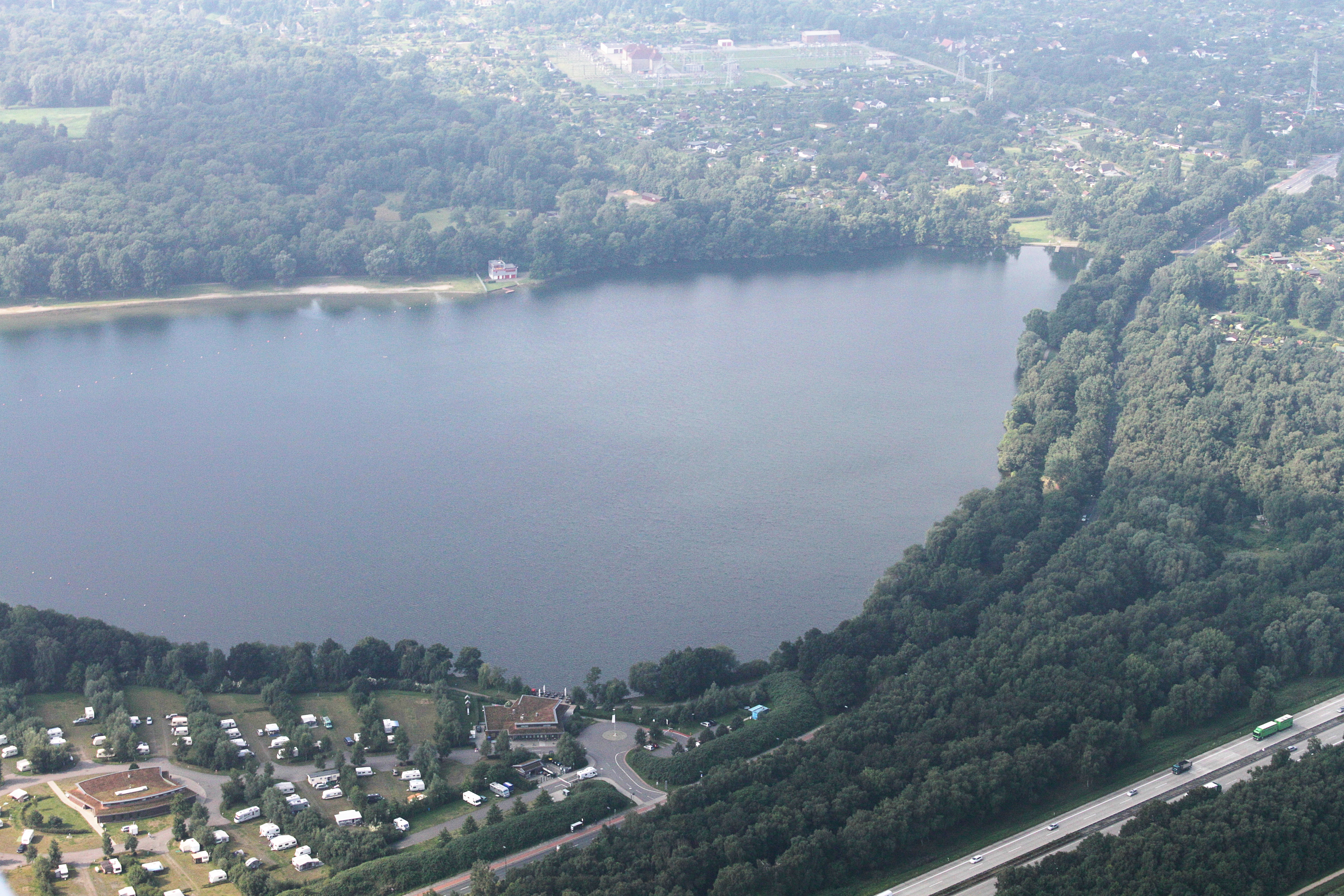
دریاچه استادوالد

دریاچه استادوالد (به آلمانی: Stadtwaldsee) یک دریاچه مصنوعی در نزدیک دانشگاه برمن در آلمان قرار دارد. به سبب نزدیکی دریاچه به دانشگاه به دریاچه یونی (به آلمانی: Unisee) هم نامیده می‌شود. مردم از این دریاچه برای آفتاب‌گنبیگینی
یری به صورت برهنه استفاده می‌کنند و محلی برای کنسرت در فضای باز شناخته می‌شود. دسترسی دریاچه استاوالد از ایستگاه جنوبی دانشگاه برمن امکان‌پذیر است.